# Championnat de Roumanie de football 1926-1927
Navigation
Saison précédente Saison suivante
La saison 1926-1927 du Championnat de Roumanie de football est la 15e édition de la première division roumaine.
Dix clubs participent à la compétition, il s'agit des clubs champions de chacune des régions de Roumanie. Le championnat national est disputé sous forme de coupe à élimination directe. C'est le Chinezul Timișoara, champion depuis 5 saisons, qui remporte de nouveau la compétition. C'est le 6e titre (consécutif) de champion de Roumanie de son histoire, un record qui n'a été qu'égalé depuis par le Steaua Bucarest, dans les années 1990.

## Les 10 clubs participants
(entre parenthèses, la région d'appartenance du club)
- AMEF Arad (Arad)
- Unirea Tricolor Bucarest (Bucarest)
- Coltea Brașov (Brașov)
- Maccabi Cernăuți (Cernăuți)
- Mihai Viteazu Chișinău (Chișinău)
- Universitatea Cluj-Napoca (Cluj)
- Dacia Vasile Alecsandri Galați (Galați)
- CF Olimpia Satu Mare (Oradea)
- Societatea de Gimnastica Sibiu (Sibiu)
- Chinezul Timișoara (Timișoara)

## Compétition

### Tour préliminaire
Un tour préliminaire a lieu pour déterminer les 2 derniers qualifiés pour la phase finale.
| Équipe 1                       | Résultat | Équipe 2                 |
| ------------------------------ | -------- | ------------------------ |
| Societatea de Gimnastica Sibiu | 2 - 3    | Unirea Tricolor Bucarest |
| Mihai Vizeanu Chișinău         | 6 - 0    | Maccabi Cernăuți         |

La compétition a lieu sous forme de coupe, avec match simple. En cas de match nul, la rencontre est rejouée sur le terrain de l'équipe qui s'est déplacée lors du premier match.
|  | Quarts de finale          | Quarts de finale          | Quarts de finale          | Quarts de finale          |                        |                        | Demi-finales           | Demi-finales           | Demi-finales           | Demi-finales           |  |  | Finale                  | Finale                  | Finale                  | Finale                  |
|  |                           |                           |                           |                           |                        |                        |                        |                        |                        |                        |  |  |                         |                         |                         |                         |
|  | 17 juillet 1927           | 17 juillet 1927           | 17 juillet 1927           | 17 juillet 1927           |                        |                        | 31 juillet 1927 à Arad | 31 juillet 1927 à Arad | 31 juillet 1927 à Arad | 31 juillet 1927 à Arad |  |  | 7 et 8 août 1927 à Arad | 7 et 8 août 1927 à Arad | 7 et 8 août 1927 à Arad | 7 et 8 août 1927 à Arad |
|  | 17 juillet 1927           | 17 juillet 1927           | 17 juillet 1927           | 17 juillet 1927           |                        |                        | 31 juillet 1927 à Arad | 31 juillet 1927 à Arad | 31 juillet 1927 à Arad | 31 juillet 1927 à Arad |  |  | 7 et 8 août 1927 à Arad | 7 et 8 août 1927 à Arad | 7 et 8 août 1927 à Arad | 7 et 8 août 1927 à Arad |
|  | Chinezul Timișoara (T)    | Chinezul Timișoara (T)    | 6                         | 6                         |                        |                        | 31 juillet 1927 à Arad | 31 juillet 1927 à Arad | 31 juillet 1927 à Arad | 31 juillet 1927 à Arad |  |  | 7 et 8 août 1927 à Arad | 7 et 8 août 1927 à Arad | 7 et 8 août 1927 à Arad | 7 et 8 août 1927 à Arad |
|  | Chinezul Timișoara (T)    | Chinezul Timișoara (T)    | 6                         | 6                         |                        |                        | 31 juillet 1927 à Arad | 31 juillet 1927 à Arad | 31 juillet 1927 à Arad | 31 juillet 1927 à Arad |  |  | 7 et 8 août 1927 à Arad | 7 et 8 août 1927 à Arad | 7 et 8 août 1927 à Arad | 7 et 8 août 1927 à Arad |
|  | CF Olimpia Satu Mare      | CF Olimpia Satu Mare      | 1                         | 1                         |                        |                        | 31 juillet 1927 à Arad | 31 juillet 1927 à Arad | 31 juillet 1927 à Arad | 31 juillet 1927 à Arad |  |  | 7 et 8 août 1927 à Arad | 7 et 8 août 1927 à Arad | 7 et 8 août 1927 à Arad | 7 et 8 août 1927 à Arad |
|  | CF Olimpia Satu Mare      | CF Olimpia Satu Mare      | 1                         | 1                         | Chinezul Timișoara (T) | Chinezul Timișoara (T) | 5                      | 5                      |                        |                        |  |  | 7 et 8 août 1927 à Arad | 7 et 8 août 1927 à Arad | 7 et 8 août 1927 à Arad | 7 et 8 août 1927 à Arad |
|  | 17 juillet 1927           |                           |                           |                           | Chinezul Timișoara (T) | Chinezul Timișoara (T) | 5                      | 5                      |                        |                        |  |  | 7 et 8 août 1927 à Arad | 7 et 8 août 1927 à Arad | 7 et 8 août 1927 à Arad | 7 et 8 août 1927 à Arad |
|  |                           |                           | Universitatea Cluj-Napoca | Universitatea Cluj-Napoca | 2                      | 2                      |                        |                        |                        |                        |  |  | 7 et 8 août 1927 à Arad | 7 et 8 août 1927 à Arad | 7 et 8 août 1927 à Arad | 7 et 8 août 1927 à Arad |
|  | Universitatea Cluj-Napoca | Universitatea Cluj-Napoca | Universitatea Cluj-Napoca | Universitatea Cluj-Napoca | 2                      | 2                      | 3                      | 3                      |                        |                        |  |  | 7 et 8 août 1927 à Arad | 7 et 8 août 1927 à Arad | 7 et 8 août 1927 à Arad | 7 et 8 août 1927 à Arad |
|  | Universitatea Cluj-Napoca | Universitatea Cluj-Napoca | 31 juillet 1927 à Brașov  |                           |                        |                        | 3                      | 3                      |                        |                        |  |  | 7 et 8 août 1927 à Arad | 7 et 8 août 1927 à Arad | 7 et 8 août 1927 à Arad | 7 et 8 août 1927 à Arad |
|  | AMEF Arad                 | AMEF Arad                 | 0                         | 0                         |                        |                        |                        |                        |                        |                        |  |  | 7 et 8 août 1927 à Arad | 7 et 8 août 1927 à Arad | 7 et 8 août 1927 à Arad | 7 et 8 août 1927 à Arad |
|  | AMEF Arad                 | AMEF Arad                 | 0                         | 0                         | Chinezul Timișoara (T) | Chinezul Timișoara (T) | 2                      | 4                      |                        |                        |  |  |                         |                         |                         |                         |
|  | 10 juillet 1927           |                           |                           |                           | Chinezul Timișoara (T) | Chinezul Timișoara (T) | 2                      | 4                      |                        |                        |  |  |                         |                         |                         |                         |
|  |                           |                           | Coltea Brașov             | Coltea Brașov             | 2                      | 3                      |                        |                        |                        |                        |  |  |                         |                         |                         |                         |
|  | DVA Galați                | DVA Galați                | Coltea Brașov             | Coltea Brașov             | 2                      | 3                      | 1                      | 1                      |                        |                        |  |  |                         |                         |                         |                         |
|  | DVA Galați                | DVA Galați                |                           |                           |                        |                        |                        |                        |                        |                        |  |  |                         |                         |                         |                         |
|  | Coltea Brașov             | Coltea Brașov             | 7                         | 7                         |                        |                        |                        |                        |                        |                        |  |  |                         |                         |                         |                         |
|  | Coltea Brașov             | Coltea Brașov             | 7                         | 7                         | Coltea Brașov          | Coltea Brașov          | 4                      | 4                      |                        |                        |  |  |                         |                         |                         |                         |
|  | 10 et 11 juillet 1927     |                           |                           |                           | Coltea Brașov          | Coltea Brașov          | 4                      | 4                      |                        |                        |  |  |                         |                         |                         |                         |
|  |                           |                           | Unirea Tricolor Bucarest  | Unirea Tricolor Bucarest  | 1                      | 1                      |                        |                        |                        |                        |  |  |                         |                         |                         |                         |
|  | Unirea Tricolor Bucarest  | Unirea Tricolor Bucarest  | Unirea Tricolor Bucarest  | Unirea Tricolor Bucarest  | 1                      | 1                      | 4                      | 3                      |                        |                        |  |  |                         |                         |                         |                         |
|  | Unirea Tricolor Bucarest  | Unirea Tricolor Bucarest  |                           |                           |                        |                        |                        | 3                      |                        |                        |  |  |                         |                         |                         |                         |
|  | Mihai Viteazu Chișinău    | Mihai Viteazu Chișinău    | 4                         | 1                         |                        |                        |                        |                        |                        |                        |  |  |                         |                         |                         |                         |
|  | Mihai Viteazu Chișinău    | Mihai Viteazu Chișinău    | 4                         | 1                         |                        |                        |                        |                        |                        |                        |  |  |                         |                         |                         |                         |
|  |                           |                           |                           |                           |                        |                        |                        |                        |                        |                        |  |  |                         |                         |                         |                         |

## Bilan de la saison
| Tableau d'Honneur                   |                    |
| Compétition                         | Vainqueur          |
| Championnat de Roumanie de football | Chinezul Timișoara |